# Berlin (Vorname)
Berlin ist sowohl ein weiblicher als auch männlicher Vorname.

## Herkunft und Bedeutung
Der Name stammt ursprünglich von Berlin, der Hauptstadt Deutschlands.
Laut Ortsfamilienbuch Öllingen (bei Ulm) erschien auf der Schwäbischen Alb ein Mann mit dem Vornamen Berlin im Jahr 1588 als Taufpate.

## Verbreitung
Der Name ist bisher in Deutschland nicht verbreitet. Es sind zwei Namensträgerinnen bekannt: Eine, die am 12. Oktober 2012 in Berlin-Tempelhof geboren wurde sowie eine, die am 22. Dezember 2012 in Sonneberg geboren wurde.
Diese Namensvergabe war nur deswegen möglich, weil laut Amtsgericht Berlin-Schöneberg solch ein Name eintragungsfähig ist, sofern ein weiterer geschlechtsspezifischer Vorname gewählt wird. In diesem Urteil ging es um den Vornamen London.
In den USA ist der Vorname Berlin vor allem als männlicher Vorname verbreitet, erst seit 1988 überwiegt die Verwendung als weiblicher Vorname. Die einzige Platzierung in den TOP-1000 der USA war im Jahr 1916 mit Platz 987 bei den männlichen Vornamen.